# Nasrettinhoca, Sivrihisar
Nasrettin Hoca là một thị trấn thuộc huyện Sivrihisar, tỉnh Eskişehir, Thổ Nhĩ Kỳ. Dân số thời điểm năm 2011 là 657 người.